# Dicliptera namibiensis
Dicliptera namibiensis är en akantusväxtart. Dicliptera namibiensis ingår i släktet Dicliptera och familjen akantusväxter.

## Underarter
Arten delas in i följande underarter:
- D. n. brandbergensis
- D. n. namibiensis